# Colchester (borough)
Colchester – dystrykt w hrabstwie Essex w Anglii.

## Miasta
- Colchester
- West Mersea
- Wivenhoe

## Inne miejscowości
Abberton, Abbey Field, Aldham, Birch, Boxted, Braiswick, Chappel, Copford, Copford Green, Dedham, East Mersea, Easthorpe, Eight Ash Green, Fingringhoe, Fordham Heath, Fordham, Fordstreet, Great Horkesley, Great Tey, Great Wigborough, Inworth, Langenhoe, Langham, Layer de la Haye, Lexden, Little Horkesley, Little Tey, Marks Tey, Mount Bures, Myland, Peldon, Rowhedge, Salcott-cum-Virley, Stanway, Tiptree, Virley, Wakes Colne, West Bergholt, Wormingford.